# Acacia brosigii
Acacia brosigii é uma espécie de leguminosa do gênero Acacia, pertencente à família Fabaceae.